# Stefan Lux (Übersetzer)
Stefan Lux (* 13. Januar 1964 in Frechen) ist ein deutscher literarischer Übersetzer.

## Biografie
Nach Abschluss eines Studiums der Katholischen Theologie in Bonn arbeitete Stefan Lux mehrere Jahre als freier Filmkritiker, dann im Redaktionsteam des Lexikons des Internationalen Films (1995) und des Filmdienst. Ab 1997 entstanden zunächst nebenberuflich erste Übersetzungen aus dem Englischen mit Schwerpunkt Kriminalroman.
Seit 2015 arbeitet er hauptberuflich als Übersetzer, unter anderem von Romanen und Kurzgeschichten von Mark Billingham, James Carlos Blake, John Brownlow, Jeffery Deaver, Nick Kolakowski, James Kestrel (= Jonathan Moore), Chris Lloyd, Peter Mann, Ivy Pochoda, Marie Rutkoski, Catherine Steadman und Donald Westlake.
Stefan Lux ist Mitglied im Verband deutschsprachiger Übersetzer literarischer und wissenschaftlicher Werke, VdÜ.

## Übersetzungen (Auswahl)
- Matthew J. Arlidge: D.I Helen Grace: Blinder Hass. Reinbek. b. Hamburg, Rowohlt 2018.
- Mark Billingham: Was dich nicht umbringt. Zürich/Hamburg. Atrium 2021.
- Mark Billingham: Die Handschrift des Bösen. Zürich, Kampa 2024.
- Mark Billingham: Die toten Katzen von London. Zürich/Hamburg, Atrium 2018
- Mark Billingham: Ein Herz und keine Seele. Zürich/Hamburg, Atrium 2020.
- James Carlos Blake: Red Grass River. München, Liebeskind 2018.
- John Brownlow: Seventeen. Reinbek bei Hamburg, Rowohlt 2023.
- John Brownlow: Eighteen. Reinbek bei Hamburg, Rowohlt 2024.
- Laura Dave: Tiefe Schuld. München, Heyne 2025.
- Laura Dave: Beschütze sie. München, Heyne 2022.
- Mark Douglas-Home: Sea Detective – Der Sog der Tiefe, Reinbek bei Hamburg, Rowohlt 2017.
- Emily Houghton: Bevor ich dich sah. München, Heyne 2021.
- David Ignatius: Quantum Spy. Reinbek bei Hamburg, Rowohlt 2019.
- Michael Idov: Das Riga-Komplott, Suhrkamp 2026.
- Nick Kolakowski: Love & Bullets. Suhrkamp 2020.
- J. Robert Lennon: Hard Girls. Berlin, Suhrkamp 2025.
- Winnie M Li: Komplizin. Berlin, Suhrkamp 2023.
- Chris Lloyd: Paris Requiem. Berlin, Suhrkamp 2023.
- Peter Mann: Der Ire. Berlin, Suhrkamp 2024.
- James Kestrel: Bis in alle Endlichkeit. Berlin, Suhrkamp 2024.
- James Kestrel: Fünf Winter. Berlin, Suhrkamp 2023.
- Jonathan Moore: Poison Artist. Berlin, Suhrkamp 2022.
- Ivy Pochoda: Ecstasy (OT), Berlin, Suhrkamp 2026.
- Ivy Pochoda: Sing mir vom Tod. Berlin, Suhrkamp 2025.
- Marie Rutkoski: Real Easy. Berlin, Suhrkamp 2022.
- Catherine Steadman: Mr Nobody. München, Piper 2021.
- Catherine Steadman: Something in the Water. Im Sog des Verbrechens. München, Piper 2019.
- Josh Winning: Verbrenn das Negativ. Berlin, Suhrkamp 2025.

Hörspiel
- 2009: Jeffery Deaver: Zerbrochene Flügel (Vorlage: For Services Rendered (Erzählung)) – Regie: Stefanie Lazai (Hörspielbearbeitung, Kriminalhörspiel – Deutschlandradio)[1]